# Pailitas
Pailitas là một khu tự quản thuộc tỉnh Cesar, Colombia. Thủ phủ của khu tự quản Pailitas đóng tại Pailitas Khu tự quản Pailitas có diện tích 521 ki lô mét vuông. Đến thời điểm ngày 28 tháng 5 năm 2005, khu tự quản Pailitas có dân số 13184 người.